# Sherryfat
Sherryfat är ekfat som har använts vid framställning av Sherry. Oftast kommer faten från Spanien. För att ge ytterligare smak brukar man lagra whisky på dessa vilket förutom att ge en nötigare sötma även bidrar med ett mörkare utseende beroende på hur lång lagringen är.
Sherryfat är avsevärt dyrare än "vanliga" bourbonfat.